# Sphecodes braunsi
Sphecodes braunsi är en biart som beskrevs av Blüthgen 1928. Sphecodes braunsi ingår i släktet blodbin, och familjen vägbin. Inga underarter finns listade i Catalogue of Life.